# Uzovské Pekľany
Uzovské Pekľany (Hongaars: Úszpeklény) is een Slowaakse gemeente in de regio Prešov, en maakt deel uit van het district Sabinov.
Uzovské Pekľany telt 405 inwoners.